# Ehrenstelle
Mit Ehrenstelle wird in der Heraldik eine Stelle im Wappen verstanden, auf der der Ehrenschild aufgelegt werden kann. 
Es ist die Mitte der Ehrenreihe. Diese  ist die unter dem Schildhaupt liegende, bei viermaliger Teilung des Schildes entstandene zweite von fünf Reihen. Sie wird auch Brustreihe, die Mitte Bruststelle genannt. Es ist der Platz oberhalb der Mitte des Schildes.
Die anderen Reihen sind dann die Herzreihe mit Herzstelle in Wappenmitte und vor dem Schildfuß oder der Fußstelle ist die Nabelreihe mit mittiger Nabelstelle. Auf letzterem legt man den Nabelschild auf.